# Oradivka, Hrîstînivka
Oradivka (în ucraineană Орадівка) este o comună în raionul Hrîstînivka, regiunea Cerkasî, Ucraina, formată numai din satul de reședință.

## Demografie
Componența lingvistică a comunei Oradivka
     Ucraineană (96,58%)
     Rusă (1,98%)
     Alte limbi (1,43%)
Conform recensământului din 2001, majoritatea populației comunei Oradivka era vorbitoare de ucraineană (96,58%), existând în minoritate și vorbitori de rusă (1,98%).